# بارانیاسنت‌دیوردی
بارانیاسنت‌دْیْوردْیْ (به مجاری: Baranyaszentgyörgy) یک منطقهٔ مسکونی در مجارستان است که در ناحیه هدی‌هات واقع شده‌است.